# تماس‌ها (مجموعه تلویزیونی)
تماس‌ها یا تماس (به انگلیسی: Calls) یک مجموعه تلویزیونی درام آمریکایی به کارگردانی فده آلوارز است که بر اساس سریال فرانسوی به همین نام ساخته شده‌است.

## خلاصه
این فیلم که از طریق یک سری مکالمات تلفنی به هم پیوسته گفته می‌شود، داستان مرموز گروهی از غریبه‌ها را روایت می‌کند که زندگی‌شان در پیشبرد یک رویداد آخرالزمانی به آشوب کشیده می‌شود.